# EHF Challenge Cup 2003/04
Am EHF Challenge Cup 2003/04 nahmen 39 Handball-Vereinsmannschaften teil, die sich in der vorangegangenen Saison in ihren Heimatländern für den Wettbewerb qualifiziert hatten. Es war die 4. Austragung des Challenge Cups. Titelverteidiger war Skjern Håndbold aus Dänemark. Die Pokalspiele begannen am 11. Oktober 2003, das zweite Finalspiel fand am 24. April 2004 statt. Im Finale konnte sich das schwedische Team IFK Skövde HK gegen den französischen Vertreter US Dunkerque HB durchsetzen.

## Modus
Der Wettbewerb startete mit 7 Spielen in Runde 2. Die Sieger zogen in Runde 3 ein, in der weitere, höher eingestufte, Mannschaften einstiegen. Alle Runden inklusive des Finales wurden im K.-o.-System mit Hin- und Rückspiel durchgeführt. Der Gewinner des Finales war EHF Challenge Cup Sieger der Saison 2003/04.

## Runde 2
|                          | Gesamt |                             | Hinspiel | Rückspiel |
| ------------------------ | ------ | --------------------------- | -------- | --------- |
| IFK Skövde HK            | 76:37  | Nowopolozk                  | 37:19    | 39:18     |
| TSV St. Otmar St. Gallen | 80:56  | RK Prijedor                 | 52:30    | 28:26     |
| Pallamano Trieste        | 56:49  | CD Francisco de Holanda     | 33:21    | 23:28     |
| Polis Akad. Ankara       | 64:41  | CHEV Handball Diekirch      | 35:23    | 29:18     |
| HC Mamuli Tbilisi        | 46:69  | RK Tutunski Kombinat Prilep | 22:31    | 24:38     |
| Politechnyk Donezk       | 47:51  | HCM Constanța               | 23:24    | 24:27     |
| GK Energija Woronesch    | 65:39  | SK Reval Sport              | 35:19    | 30:20     |

## Runde 3
|                          | Gesamt |                             | Hinspiel | Rückspiel |
| ------------------------ | ------ | --------------------------- | -------- | --------- |
| US Dunkerque HB          | 66:33  | HB Dudelange                | 28:16    | 38:17     |
| Śląsk Wrocław            | 70:50  | RK Tutunski Kombinat Prilep | 38:23    | 32:27     |
| SKAF Minsk               | 49:65  | Minaur Baia Mare            | 23:34    | 26:31     |
| HC Spartak Baku          | 48:82  | Trabzon Belediyespor        | 24:44    | 24:38     |
| Union Beynoise           | 50:62  | IFK Ystad HK                | 23:32    | 27:30     |
| Toulouse Union HB        | 63:66  | GK Energija Woronesch       | 31:31    | 32:35     |
| A.C. Doukas School       | 50:58  | Pallamano Trieste           | 24:26    | 26:32     |
| IFK Skövde HK            | 66:62  | Kadetten Schaffhausen       | 26:26    | 40:36     |
| TSV St. Otmar St. Gallen | 63:70  | Roter Stern Belgrad         | 31:39    | 32:31     |
| Intercollege AC Nicosia  | 58:59  | RK Jug-Zegin Skopje         | 32:37    | 26:22     |
| FCK Håndbold             | 82:18  | HC Tbilisi                  | 39:13    | 43:5      |
| Polis Akad. Ankara       | 37:48  | SKIF Krasnodar              | 24:23    | 13:25     |
| GAS Kilkis               | 47:39  | HC Browary                  | 27:18    | 20:21     |
| HCM Constanța            | 58:46  | Sporting Club Horta         | 28:23    | 30:23     |
| RK Borac Banja Luka      | 43:44  | Fet IL                      | 28:21    | 15:23     |
| Gammadue Secchia         | 61:47  | HC Tallas                   | 31:19    | 30:28     |

## Achtelfinals
|                      | Gesamt |                       | Hinspiel | Rückspiel |
| -------------------- | ------ | --------------------- | -------- | --------- |
| FCK Håndbold         | 58:45  | Fet IL                | 34:20    | 24:25     |
| Gammadue Secchia     | 51:52  | GAS Kilkis            | 29:20    | 22:32     |
| Trabzon Belediyespor | 64:86  | GK Energija Woronesch | 28:42    | 36:44     |
| Śląsk Wrocław        | 42:53  | US Dunkerque HB       | 18:25    | 24:28     |
| Pallamano Trieste    | 67:56  | Roter Stern Belgrad   | 29:26    | 38:30     |
| IFK Skövde HK        | 62:51  | IFK Ystad HK          | 37:29    | 25:22     |
| Minaur Baia Mare     | 88:68  | RK Jug-Zegin Skopje   | 43:35    | 45:33     |
| SKIF Krasnodar       | 47:50  | HCM Constanța         | 30:27    | 17:23     |

## Viertelfinals
|                   | Gesamt |                       | Hinspiel | Rückspiel |
| ----------------- | ------ | --------------------- | -------- | --------- |
| GAS Kilkis        | 41:55  | US Dunkerque HB       | 21:28    | 20:27     |
| Pallamano Trieste | 57:54  | FCK Håndbold          | 29:21    | 28:33     |
| Minaur Baia Mare  | 57:63  | HCM Constanța         | 28:28    | 29:35     |
| IFK Skövde HK     | 69:62  | GK Energija Woronesch | 38:28    | 31:34     |

## Halbfinals
|                   | Gesamt |                 | Hinspiel | Rückspiel |
| ----------------- | ------ | --------------- | -------- | --------- |
| Pallamano Trieste | 60:67  | IFK Skövde HK   | 33:30    | 27:37     |
| HCM Constanța     | 45:49  | US Dunkerque HB | 18:24    | 27:25     |

## Finale
Das Hinspiel fand am 17. April 2004 in Dünkirchen statt und das Rückspiel am 24. April 2004 in Skövde. IFK Skövde HK gelingt der erste schwedische Europapokalsieg seit 1959.
|                 | Gesamt |               | Hinspiel | Rückspiel |
| --------------- | ------ | ------------- | -------- | --------- |
| US Dunkerque HB | 45:47  | IFK Skövde HK | 21:20    | 24:27     |